# Puchar Świata w łyżwiarstwie szybkim 2000/2001
Puchar Świata w łyżwiarstwie szybkim 2000/2001 był 16. edycją tej imprezy. Cykl rozpoczął się 18 listopada 2000 roku w stolicy Niemiec, Berlinie, a zakończył 4 marca 2001 roku w kanadyjskim Calgary.
Puchar Świata rozgrywano w 7 miastach, w 7 krajach, na 3 kontynentach. Heerenveen dwukrotnie gościło zawodników.
Wśród kobiet triumfowały: Kanadyjka Catriona Le May Doan na 500 m, Niemka Monique Garbrecht-Enfeldt na 1000 m oraz jej rodaczki Anni Friesinger i Gunda Niemann-Stirnemann odpwoeidnio na 1500 m i w klasyfikacji 3000/5000 m. Wśród mężczyzn zwyciężali: Japończyk Hiroyasu Shimizu na 500 m, Kanadyjczyk Jeremy Wotherspoon na 1000 m, Rosjanin Aleksandr Kibałko na 1500 m oraz Holender Gianni Romme w klasyfikacji 5000/10 000 m.

## Medaliści zawodów

### Kobiety

#### Wyniki
| Data                 | Miejsce                                                       | Konkurencja                                                   | Zwycięzca                                                     | 2. miejsce                                                    | 3. miejsce                                                    |
| -------------------- | ------------------------------------------------------------- | ------------------------------------------------------------- | ------------------------------------------------------------- | ------------------------------------------------------------- | ------------------------------------------------------------- |
| 18-19 listopada 2000 | Berlin                                                        | 3000 m (18 listopada)                                         | Gunda Niemann-Stirnemann                                      | Anni Friesinger                                               | Renate Groenewold                                             |
| 18-19 listopada 2000 | Berlin                                                        | 1500 m (19 listopada)                                         | Anni Friesinger                                               | Gunda Niemann-Stirnemann                                      | Renate Groenewold                                             |
| 25-26 listopada 2000 | Heerenveen                                                    | 5000 m (25 listopada)                                         | Gunda Niemann-Stirnemann                                      | Anni Friesinger                                               | Maki Tabata                                                   |
| 25-26 listopada 2000 | Heerenveen                                                    | 1500 m (26 listopada)                                         | Anni Friesinger                                               | Jennifer Rodriguez                                            | Gunda Niemann-Stirnemann                                      |
| 9-10 grudnia 2000    | Seul                                                          | 500 m (9 grudnia)                                             | Catriona Le May Doan                                          | Swietłana Żurowa                                              | Eriko Sanmiya                                                 |
| 9-10 grudnia 2000    | Seul                                                          | 1000 m (9 grudnia)                                            | Chris Witty                                                   | Monique Garbrecht-Enfeldt                                     | Eriko Sanmiya Sabine Völker                                   |
| 9-10 grudnia 2000    | Seul                                                          | 500 m (10 grudnia)                                            | Catriona Le May Doan                                          | Eriko Sanmiya                                                 | Swietłana Żurowa                                              |
| 9-10 grudnia 2000    | Seul                                                          | 1000 m (10 grudnia)                                           | Eriko Sanmiya                                                 | Monique Garbrecht-Enfeldt                                     | Chris Witty                                                   |
| 16-17 grudnia 2000   | Nagano                                                        | 500 m (16 grudnia)                                            | Catriona Le May Doan                                          | Eriko Sanmiya                                                 | Monique Garbrecht-Enfeldt Aki Tonoike                         |
| 16-17 grudnia 2000   | Nagano                                                        | 1000 m (16 grudnia)                                           | Eriko Sanmiya                                                 | Monique Garbrecht-Enfeldt                                     | Aki Tonoike                                                   |
| 16-17 grudnia 2000   | Nagano                                                        | 500 m (17 grudnia)                                            | Catriona Le May Doan                                          | Eriko Sanmiya                                                 | Sabine Völker                                                 |
| 16-17 grudnia 2000   | Nagano                                                        | 1000 m (17 grudnia)                                           | Aki Tonoike                                                   | Monique Garbrecht-Enfeldt                                     | Eriko Sanmiya                                                 |
| 12-14 stycznia 2001  | 98. mistrzostwa Europy w wieloboju 2001 – Baselga di Pinè     | 98. mistrzostwa Europy w wieloboju 2001 – Baselga di Pinè     | 98. mistrzostwa Europy w wieloboju 2001 – Baselga di Pinè     | 98. mistrzostwa Europy w wieloboju 2001 – Baselga di Pinè     | 98. mistrzostwa Europy w wieloboju 2001 – Baselga di Pinè     |
| 20-21 stycznia 2001  | 32. Mistrzostwa świata w wieloboju sprinterskim 2001 – Inzell | 32. Mistrzostwa świata w wieloboju sprinterskim 2001 – Inzell | 32. Mistrzostwa świata w wieloboju sprinterskim 2001 – Inzell | 32. Mistrzostwa świata w wieloboju sprinterskim 2001 – Inzell | 32. Mistrzostwa świata w wieloboju sprinterskim 2001 – Inzell |
| 27-28 stycznia 2001  | Helsinki                                                      | 500 m (27 stycznia)                                           | Monique Garbrecht-Enfeldt                                     | Swietłana Żurowa                                              | Catriona Le May Doan                                          |
| 27-28 stycznia 2001  | Helsinki                                                      | 1000 m (27 stycznia)                                          | Monique Garbrecht-Enfeldt                                     | Aki Tonoike                                                   | Marianne Timmer                                               |
| 27-28 stycznia 2001  | Helsinki                                                      | 500 m (28 stycznia)                                           | Catriona Le May Doan                                          | Monique Garbrecht-Enfeldt                                     | Andrea Nuyt                                                   |
| 27-28 stycznia 2001  | Helsinki                                                      | 1500 m (28 stycznia)                                          | Monique Garbrecht-Enfeldt                                     | Chris Witty                                                   | Aki Tonoike                                                   |
| 2-4 lutego 2001      | Heerenveen                                                    | 500 m (2 lutego)                                              | Catriona Le May Doan                                          | Monique Garbrecht-Enfeldt                                     | Sabine Völker                                                 |
| 2-4 lutego 2001      | Heerenveen                                                    | 1500 m (2 lutego)                                             | Claudia Pechstein                                             | Anni Friesinger                                               | Tonny de Jong                                                 |
| 2-4 lutego 2001      | Heerenveen                                                    | 500 m (3 lutego)                                              | Catriona Le May Doan                                          | Monique Garbrecht-Enfeldt                                     | Swietłana Żurowa                                              |
| 2-4 lutego 2001      | Heerenveen                                                    | 1000 m (3 lutego)                                             | Catriona Le May Doan                                          | Sabine Völker                                                 | Monique Garbrecht-Enfeldt                                     |
| 2-4 lutego 2001      | Heerenveen                                                    | 3000 m (4 lutego)                                             | Claudia Pechstein                                             | Gunda Niemann-Stirnemann                                      | Tonny de Jong                                                 |
| 2-4 lutego 2001      | Heerenveen                                                    | 1000 m (4 lutego)                                             | Monique Garbrecht-Enfeldt                                     | Eriko Sanmiya                                                 | Catriona Le May Doan                                          |
| 10-11 lutego 2001    | 95. mistrzostwa świata w wieloboju 2001 – Budapeszt           | 95. mistrzostwa świata w wieloboju 2001 – Budapeszt           | 95. mistrzostwa świata w wieloboju 2001 – Budapeszt           | 95. mistrzostwa świata w wieloboju 2001 – Budapeszt           | 95. mistrzostwa świata w wieloboju 2001 – Budapeszt           |
| 17-18 lutego 2001    | Hamar                                                         | 3000 m (17 lutego)                                            | Gunda Niemann-Stirnemann                                      | Claudia Pechstein                                             | Anni Friesinger                                               |
| 17-18 lutego 2001    | Hamar                                                         | 1500 m (18 lutego)                                            | Anni Friesinger                                               | Barbara de Loor                                               | Gunda Niemann-Stirnemann                                      |
| 2-4 marca 2001       | Calgary                                                       | 1000 m (2 marca)                                              | Catriona Le May Doan Chris Witty                              |                                                               | Monique Garbrecht-Enfeldt                                     |
| 2-4 marca 2001       | Calgary                                                       | 3000 m (2 marca)                                              | Claudia Pechstein                                             | Gunda Niemann-Stirnemann                                      | Ludmiła Prokaszowa                                            |
| 2-4 marca 2001       | Calgary                                                       | 500 m (3 marca)                                               | Catriona Le May Doan                                          | Swietłana Żurowa                                              | Sabine Völker                                                 |
| 2-4 marca 2001       | Calgary                                                       | 1000 m (3 marca)                                              | Chris Witty                                                   | Sabine Völker                                                 | Monique Garbrecht-Enfeldt                                     |
| 2-4 marca 2001       | Calgary                                                       | 500 m (4 marca)                                               | Catriona Le May Doan                                          | Monique Garbrecht-Enfeldt Sabine Völker                       |                                                               |
| 2-4 marca 2001       | Calgary                                                       | 1500 m (4 marca)                                              | Anni Friesinger                                               | Claudia Pechstein                                             | Jennifer Rodriguez                                            |
| 9-11 marca 2001      | 6. mistrzostwa świata na dystansach 2001 – Salt Lake City     | 6. mistrzostwa świata na dystansach 2001 – Salt Lake City     | 6. mistrzostwa świata na dystansach 2001 – Salt Lake City     | 6. mistrzostwa świata na dystansach 2001 – Salt Lake City     | 6. mistrzostwa świata na dystansach 2001 – Salt Lake City     |

#### Klasyfikacje
| Lp. | Zawodnik                  | Punkty |
| --- | ------------------------- | ------ |
| 1.  | Catriona Le May Doan      | 970    |
| 2.  | Monique Garbrecht-Enfeldt | 730    |
| 3.  | Swietłana Żurowa          | 633    |
| 4.  | Eriko Sanmiya             | 571    |
| 5.  | Sabine Völker             | 467    |
| 6.  | Aki Tonoike               | 413    |
| 7.  | Andrea Nuyt               | 394    |
| 8.  | Manli Wang                | 354    |
| 9.  | Susan Auch                | 322    |
| 10. | Sayuri Ōsuga              | 292    |

| Lp. | Zawodnik                  | Punkty |
| --- | ------------------------- | ------ |
| 1.  | Monique Garbrecht-Enfeldt | 830    |
| 2.  | Chris Witty               | 691    |
| 3.  | Eriko Sanmiya             | 650    |
| 4.  | Aki Tonoike               | 575    |
| 5.  | Catriona Le May Doan      | 528    |
| 6.  | Sabine Völker             | 480    |
| 7.  | Swietłana Żurowa          | 348    |
| 8.  | Amy Sannes                | 340    |
| 9.  | Andrea Nuyt               | 334    |
| 10. | Edel Therese Høiseth      | 263    |

| Lp. | Zawodnik                 | Punkty |
| --- | ------------------------ | ------ |
| 1.  | Anni Friesinger          | 480    |
| 2.  | Gunda Niemann-Stirnemann | 320    |
| 3.  | Claudia Pechstein        | 282    |
| 4.  | Jennifer Rodriguez       | 278    |
| 5.  | Barbara de Loor          | 230    |
| 6.  | Warwara Baryszewa        | 208    |
| 7.  | Li Song                  | 196    |
| 8.  | Tonny de Jong            | 195    |
| 9.  | Renate Groenewold        | 179    |
| 10. | Annamarie Thomas         | 145    |

| Lp. | Zawodnik                 | Punkty |
| --- | ------------------------ | ------ |
| 1.  | Gunda Niemann-Stirnemann | 460    |
| 2.  | Claudia Pechstein        | 390    |
| 3.  | Anni Friesinger          | 230    |
| 4.  | Renate Groenewold        | 220    |
| 5.  | Barbara de Loor          | 215    |
| 6.  | Tonny de Jong            | 202    |
| 7.  | Maki Tabata              | 192    |
| 8.  | Warwara Baryszewa        | 166    |
| 9.  | Wieteke Cramer           | 148    |
| 10. | Jennifer Rodriguez       | 136    |

### Mężczyźni

#### Wyniki
| Data                 | Miejsce                                                       | Konkurencja                                                   | Zwycięzca                                                     | 2. miejsce                                                    | 3. miejsce                                                    |
| -------------------- | ------------------------------------------------------------- | ------------------------------------------------------------- | ------------------------------------------------------------- | ------------------------------------------------------------- | ------------------------------------------------------------- |
| 18-19 listopada 2000 | Berlin                                                        | 1500 m (18 listopada)                                         | Rintje Ritsma                                                 | Hiroyuki Noake                                                | Aleksandr Kibałko                                             |
| 18-19 listopada 2000 | Berlin                                                        | 5000 m (19 listopada)                                         | Gianni Romme                                                  | Rintje Ritsma                                                 | Carl Verheijen                                                |
| 25-26 listopada 2000 | Heerenveen                                                    | 1500 m (25 listopada)                                         | Erben Wennemars                                               | Rintje Ritsma                                                 | Gianni Romme                                                  |
| 25-26 listopada 2000 | Heerenveen                                                    | 10 000 m (26 listopada)                                       | Gianni Romme                                                  | Bob de Jong                                                   | Wadim Sajutin                                                 |
| 9-10 grudnia 2000    | Seul                                                          | 500 m (9 grudnia)                                             | Jeremy Wotherspoon                                            | Janne Hänninen Toyoki Takeda                                  |                                                               |
| 9-10 grudnia 2000    | Seul                                                          | 1000 m (9 grudnia)                                            | Choi Jae-bong                                                 | Mike Ireland                                                  | Lee Kyu-hyeok                                                 |
| 9-10 grudnia 2000    | Seul                                                          | 500 m (10 grudnia)                                            | Hiroyasu Shimizu                                              | Mike Ireland                                                  | Jeremy Wotherspoon                                            |
| 9-10 grudnia 2000    | Seul                                                          | 1000 m (10 grudnia)                                           | Mike Ireland                                                  | Ådne Søndrål                                                  | Jeremy Wotherspoon                                            |
| 16-17 grudnia 2000   | Nagano                                                        | 500 m (16 grudnia)                                            | Hiroyasu Shimizu                                              | Jeremy Wotherspoon Mike Ireland                               |                                                               |
| 16-17 grudnia 2000   | Nagano                                                        | 1000 m (16 grudnia)                                           | Ådne Søndrål                                                  | Toyoki Takeda                                                 | Casey Fitzrandolph                                            |
| 16-17 grudnia 2000   | Nagano                                                        | 500 m (17 grudnia)                                            | Hiroyasu Shimizu                                              | Toyoki Takeda                                                 | Jeremy Wotherspoon                                            |
| 16-17 grudnia 2000   | Nagano                                                        | 1000 m (17 grudnia)                                           | Ådne Søndrål                                                  | Hiroyasu Shimizu                                              | Jeremy Wotherspoon                                            |
| 12-14 stycznia 2001  | 98. mistrzostwa Europy w wieloboju 2001 – Baselga di Pinè     | 98. mistrzostwa Europy w wieloboju 2001 – Baselga di Pinè     | 98. mistrzostwa Europy w wieloboju 2001 – Baselga di Pinè     | 98. mistrzostwa Europy w wieloboju 2001 – Baselga di Pinè     | 98. mistrzostwa Europy w wieloboju 2001 – Baselga di Pinè     |
| 20-21 stycznia 2001  | 32. Mistrzostwa świata w wieloboju sprinterskim 2001 – Inzell | 32. Mistrzostwa świata w wieloboju sprinterskim 2001 – Inzell | 32. Mistrzostwa świata w wieloboju sprinterskim 2001 – Inzell | 32. Mistrzostwa świata w wieloboju sprinterskim 2001 – Inzell | 32. Mistrzostwa świata w wieloboju sprinterskim 2001 – Inzell |
| 27-28 stycznia 2001  | Helsinki                                                      | 500 m (27 stycznia)                                           | Manabu Horii                                                  | Tomasz Świst                                                  | Hiroyasu Shimizu Jeremy Wotherspoon                           |
| 27-28 stycznia 2001  | Helsinki                                                      | 1000 m (27 stycznia)                                          | Ådne Søndrål                                                  | Toyoki Takeda                                                 | Choi Jae-bong                                                 |
| 27-28 stycznia 2001  | Helsinki                                                      | 500 m (28 stycznia)                                           | Jeremy Wotherspoon                                            | Toyoki Takeda                                                 | Hiroyasu Shimizu                                              |
| 27-28 stycznia 2001  | Helsinki                                                      | 1500 m (28 stycznia)                                          | Jeremy Wotherspoon                                            | Erben Wennemars                                               | Choi Jae-bong                                                 |
| 2-4 lutego 2001      | Heerenveen                                                    | 500 m (2 lutego)                                              | Hiroyasu Shimizu                                              | Jeremy Wotherspoon                                            | Jan Bos                                                       |
| 2-4 lutego 2001      | Heerenveen                                                    | 1500 m (2 lutego)                                             | Ådne Søndrål                                                  | Ids Postma                                                    | Rintje Ritsma                                                 |
| 2-4 lutego 2001      | Heerenveen                                                    | 500 m (3 lutego)                                              | Hiroyasu Shimizu                                              | Manabu Horii                                                  | Casey Fitzrandolph Jeremy Wotherspoon                         |
| 2-4 lutego 2001      | Heerenveen                                                    | 1000 m (3 lutego)                                             | Ådne Søndrål                                                  | Erben Wennemars                                               | Gerard van Velde                                              |
| 2-4 lutego 2001      | Heerenveen                                                    | 1000 m (4 lutego)                                             | Erben Wennemars                                               | Jan Bos                                                       | Nick Pearson                                                  |
| 2-4 lutego 2001      | Heerenveen                                                    | 5000 m (4 lutego)                                             | Gianni Romme                                                  | Bob de Jong                                                   | Carl Verheijen                                                |
| 10-11 lutego 2001    | 95. mistrzostwa świata w wieloboju 2001 – Budapeszt           | 95. mistrzostwa świata w wieloboju 2001 – Budapeszt           | 95. mistrzostwa świata w wieloboju 2001 – Budapeszt           | 95. mistrzostwa świata w wieloboju 2001 – Budapeszt           | 95. mistrzostwa świata w wieloboju 2001 – Budapeszt           |
| 17-18 lutego 2001    | Hamar                                                         | 1500 m (17 lutego)                                            | Ådne Søndrål                                                  | Aleksandr Kibałko                                             | Dustin Molicki                                                |
| 17-18 lutego 2001    | Hamar                                                         | 5000 m (18 lutego)                                            | Gianni Romme                                                  | Wadim Sajutin                                                 | Carl Verheijen                                                |
| 2-4 marca 2001       | Calgary                                                       | 1000 m (2 marca)                                              | Toyoki Takeda                                                 | Mike Ireland                                                  | Dmitrij Łobkow                                                |
| 2-4 marca 2001       | Calgary                                                       | 5000 m (2 marca)                                              | Carl Verheijen                                                | Bob de Jong                                                   | Wadim Sajutin                                                 |
| 2-4 marca 2001       | Calgary                                                       | 500 m (3 marca)                                               | Hiroyasu Shimizu                                              | Casey Fitzrandolph Lee Kyu-hyeok                              |                                                               |
| 2-4 marca 2001       | Calgary                                                       | 1000 m (3 marca)                                              | Jeremy Wotherspoon                                            | Casey Fitzrandolph                                            | Siergiej Klewczenia                                           |
| 2-4 marca 2001       | Calgary                                                       | 500 m (4 marca)                                               | Hiroyasu Shimizu                                              | Jeremy Wotherspoon                                            | Toyoki Takeda                                                 |
| 2-4 marca 2001       | Calgary                                                       | 1500 m (4 marca)                                              | Ådne Søndrål                                                  | Aleksandr Kibałko                                             | Siergiej Cybienko                                             |
| 9-11 marca 2001      | 6. mistrzostwa świata na dystansach 2001 – Salt Lake City     | 6. mistrzostwa świata na dystansach 2001 – Salt Lake City     | 6. mistrzostwa świata na dystansach 2001 – Salt Lake City     | 6. mistrzostwa świata na dystansach 2001 – Salt Lake City     | 6. mistrzostwa świata na dystansach 2001 – Salt Lake City     |

#### Klasyfikacje
| Lp. | Zawodnik           | Punkty |
| --- | ------------------ | ------ |
| 1.  | Hiroyasu Shimizu   | 862    |
| 2.  | Jeremy Wotherspoon | 780    |
| 3.  | Toyoki Takeda      | 586    |
| 4.  | Manabu Horii       | 463    |
| 5.  | Mike Ireland       | 419    |
| 6.  | Lee Kyu-hyeok      | 408    |
| 7.  | Casey Fitzrandolph | 398    |
| 8.  | Jan Bos            | 348    |
| 9.  | Janne Hänninen     | 280    |
| 10. | Erben Wennemars    | 271    |

| Lp. | Zawodnik            | Punkty |
| --- | ------------------- | ------ |
| 1.  | Jeremy Wotherspoon  | 652    |
| 2.  | Ådne Søndrål        | 616    |
| 3.  | Mike Ireland        | 499    |
| 4.  | Lee Kyu-hyeok       | 490    |
| 5.  | Erben Wennemars     | 482    |
| 6.  | Toyoki Takeda       | 459    |
| 7.  | Casey Fitzrandolph  | 450    |
| 8.  | Choi Jae-bong       | 449    |
| 9.  | Siergiej Klewczenia | 330    |
| 10. | Jan Bos             | 305    |

| Lp. | Zawodnik          | Punkty |
| --- | ----------------- | ------ |
| 1.  | Aleksandr Kibałko | 350    |
| 2.  | Ådne Søndrål      | 300    |
| 3.  | Rintje Ritsma     | 274    |
| 4.  | Erben Wennemars   | 210    |
| 5.  | Derek Parra       | 203    |
| 6.  | Hiroyuki Noake    | 170    |
| 7.  | Wadim Sajutin     | 168    |
| 8.  | Ids Postma        | 156    |
| 9.  | Siergiej Cybienko | 140    |
| 10. | Petter Andersen   | 138    |

| Lp. | Zawodnik          | Punkty |
| --- | ----------------- | ------ |
| 1.  | Gianni Romme      | 424    |
| 2.  | Carl Verheijen    | 370    |
| 3.  | Bob de Jong       | 340    |
| 4.  | Wadim Sajutin     | 320    |
| 5.  | Bart Veldkamp     | 245    |
| 6.  | Keiji Shirahata   | 208    |
| 7.  | Frank Dittrich    | 206    |
| 8.  | Jochem Uytdehaage | 161    |
| 9.  | Rintje Ritsma     | 152    |
| 10. | Lasse Sætre       | 119    |